# Enfant du numérique
 (août 2018).

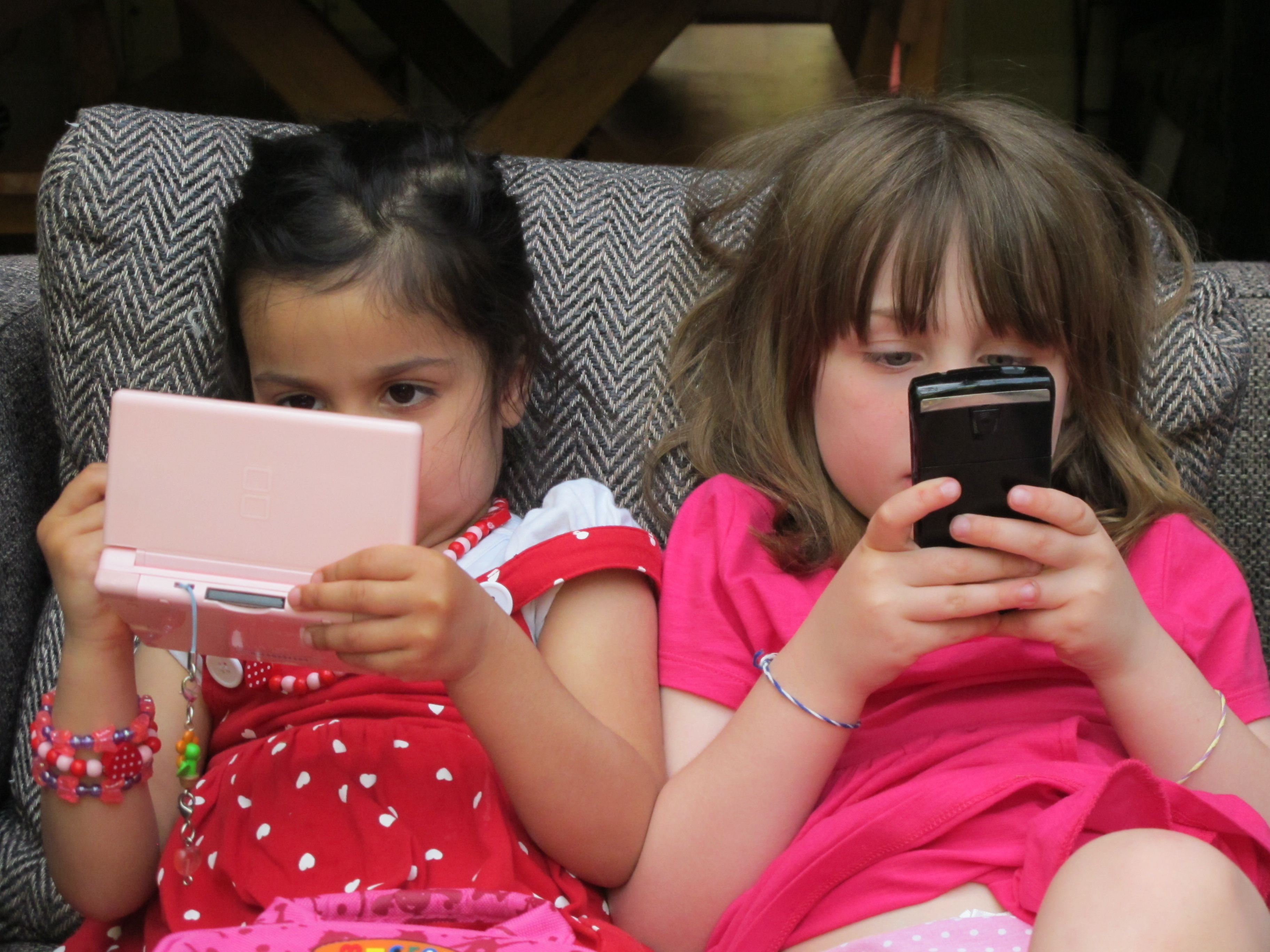
Deux enfants occupés devant des écrans.

Un enfant du numérique ou natif numérique au Québec (terme issu de l'expression anglaise « digital native ») est une personne ayant grandi dans un environnement numérique. Les premiers enfants du numérique sont nés entre la fin des années 1980 et le début des années 1990, ils ont grandi pendant l'explosion du web-documentaire (web 1.0) et l'avènement du web social (web 2.0).
On oppose souvent le terme de enfant du numérique à celui d'immigrant du numérique qui fait référence aux personnes des générations précédentes qui ont vu la naissance du numérique comme un bouleversement de leurs pratiques, l'ensemble de ces utilisateurs étant appelé génération C, de l'initiale des mots « connectivité, communication, collaboration, créativité, contenu ».
Un enfant du numérique parlera de son nouvel « appareil photo » là où un immigrant du numérique sera fier de son nouvel « appareil photo numérique ». Ce terme a été utilisé dans plusieurs contextes différents, tels que l'éducation, l'enseignement supérieur et en association avec le terme « apprenants du nouveau millénaire ».

## Définition

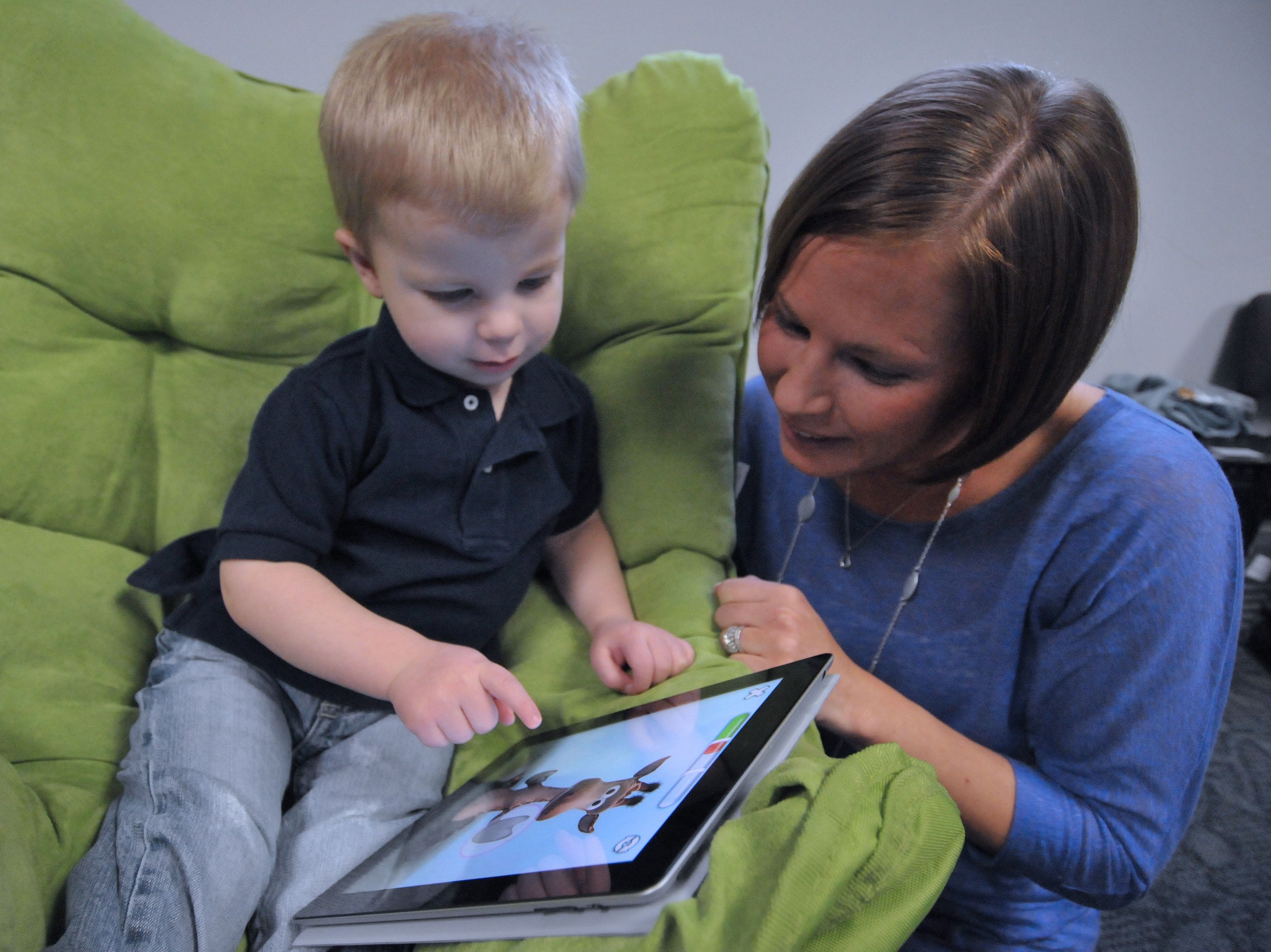
Un enfant avec sa maman devant une tablette.

L’enfant du numérique représente les enfants ayant grandi avec les nouvelles technologies de l’information et de la communication. On peut les opposer aux personnes dites immigrantes, qui sont des individus d’un certain âge, habitués au format papier et qui doivent se familiariser au numérique, notamment en utilisant des outils informatiques.
La facilité numérique n’apparaît pas dès la naissance, mais c’est plutôt un produit du capital culturel. Selon le sociologue Pierre Bourdieu, le capital culturel est défini comme « la possession de certaines compétences culturelles et de savoirs culturels qui prévoient des modes de consommation culturelle distingués »[réf. souhaitée]. La connaissance de la technologie et la facilité de son utilisation sont une forme de capital social qui permet à ceux qui la possèdent de progresser dans la société. En effet, les chercheurs ont fait des commentaires sur la variabilité de l'alphabétisation technologique dans les différents groupes sociaux. Selon « Communities, Cultural Capital and the Digital Divide », Viviana Rojas appelle ce phénomène la « disposition technologique », (en anglais « techno disposition »). Cette familiarité avec la technologie est l'un des nombreux privilèges accordés par le capital culturel des natifs numériques. Rojas définit la disposition technologique comme les pratiques, les perceptions et les attitudes, l'enseignement technique, la sensibilisation de la technologie, les désirs de l'information, les exigences de l'emploi, les relations sociales avec les membres de la communauté et des organismes communautaires, et la situation géographique. La disposition technologique ne définit pas simplement l'accès à la technologie, soutient-elle.
Si 10 % des jeunes sont exclus de la culture de masse, la plupart des enfants du numérique ont un rapport différent à la culture :
- Ils sont multi-tâches : ils peuvent écouter de la musique tout en téléphonant et en échangeant sur messagerie instantanée. Néanmoins, même s'ils sont polyvalents, leurs usages d’internet varient selon leur milieu social. En effet, selon Pierre Mercklé et Sylvie Octobre[8], les enfants des milieux populaires ont des pratiques du numérique moins variées que ceux des milieux aisés qui adoptent une pratique plus éclectique. Selon eux, la capacité à utiliser de manière éclectique les outils numériques devient une nouvelle forme de distinction qui contribue à créer une nouvelle fracture numérique.
- Les jeunes ont également un rapport au temps différent : tout va très vite avec les nouvelles technologies et la consommation à la demande. Avec le streaming, les téléchargements, ils ne sont plus dépendants comme leurs aînés des grilles de programmation de contenus culturels. C'est évidemment aussi le cas pour toutes les générations qui vivent dans le monde d'aujourd'hui mais les enfants du numérique ne connaissent que cela[9].
- Enfin, leur rapport à la lecture est différent. En effet, ils sont habitués à la lecture sur écran et pratiquent de plus en plus une lecture bondissante qui va de page en page, le plus souvent sans être approfondie. Nicholas Carr dans Internet rend-il bête ? se demande si cette nouvelle pratique de lecture « sautillante » ne sera pas dans l'avenir un handicap majeur pour pouvoir lire de façon approfondie et réfléchie (par exemple pour lire une œuvre littéraire)[10].

L'expression « Génération C » a un sens plus large. Elle vient de l'initiale des mots « connectivité, communication, collaboration, créativité, contenu » (en anglais : « computer, click, connected »),,. Elle englobe, outre les générations ayant connu très jeunes un monde avec un développement important des technologies de l'information et de la communication,,,, les personnes qui sont très à l'aise avec ces technologies et les utilisent beaucoup,. « Pour certains sociologues, la génération C n’est pas une question d’âge mais de comportement. Ainsi une personne de la Génération X qui serait née entre 1960 et 1980 pourrait très bien faire partie de la Génération C ». Selon cette idée, la génération C est donc l'ensemble des personnes qui passent beaucoup de temps sur les écrans et qui y sont très adroites,.

## Historique
Les sociologues se sont toujours intéressés à différentes catégories de populations qui marquaient une spécificité due au temps ou à l’espace. On peut donner comme exemple les hippies qui sont apparus dans les années 1960 aux États-Unis. Ils faisaient partie de la jeunesse d’après-guerre et rejetaient les conventions de la société de consommation et le mode de vie de leurs parents. De même, les enfants du numérique se différencient des générations précédentes à cause du bouleversement du numérique. Si le terme de « société de l'information » date des années 1960 et si on connaît dès lors une « obésité informationnelle », le numérique s'installe massivement dans les foyers dans les années 1990. Les enfants du numérique sont nés lors de cette installation. Aujourd’hui, le concept d’enfant du numérique prend vie pour désigner la génération de préadultes née avant Internet au siècle du numérique. Ils ont entre 15 et 25 ans et interpellent de nombreux chercheurs en sciences de l’information et de la communication, de la sociologie et de la pédagogie.
La notion d’enfant du numérique a été introduite par le TIME en 1982 où la première de couverture de ce magazine parle de « Computer Generation » (Génération des ordinateurs) ; en 1999, il parle des « Growing up online » (ceux qui grandissent en ligne). Aujourd'hui, le débat est relancé avec l'utilisation des tablettes numériques de plus en plus fréquente chez les enfants. Une étude de Common Sense Media montre d'ailleurs que 38 % des enfants aux États-Unis ont déjà utilisé une tablette ou un téléphone.
Marc Prensky déclare avoir inventé (en langue anglaise) le terme enfant du numérique, désignant par là un nouveau type d'élèves entrant dans les établissements d'enseignement. Le terme est une analogie avec la notion d'autochtone, pour qui la religion, la langue et les coutumes locales sont naturelles et vont de soi, à la différence des immigrés qui doivent s'adapter et assimiler leur nouvel environnement. Prensky parle d'accents numériques chez les immigrants, comme imprimer les documents au lieu de les consulter à l'écran ou l'impression des courriels sur support papier. Les immigrants du numérique ont un « fort accent » lorsqu'ils agissent dans le monde numérique à la manière prénumérique ; par exemple, lorsqu'ils téléphonent à quelqu'un pour confirmer qu'un courriel a bien été reçu.

## Recherche et études scientifiques
La notion d’enfant du numérique est de nos jours étudiée par de nombreux professionnels de l’éducation, de la sociologie et de l’information. Le pédagogue cherche à comprendre son évolution face aux nouvelles technologies de l’information et de la communication. Le sociologue s’interroge sur l’adaptation sociale de chaque génération (enfants du numérique et immigrants du numérique) face à l’ère du numérique. Les sociologues, pédagogues et tous les acteurs liés aux problématiques de l’éducation (y compris les parents) sont curieux de comprendre et d’expliquer les originalités de cette nouvelle génération numérique.
Un projet de recherche sur les enfants du numérique est mené conjointement par le Berkman Centre for Internet & Society (le Centre Berkman pour Internet et la Société) à la Harvard Law School et le Centre de recherche en droit de l'information à l'Université de Saint-Gall en Suisse.
Les adolescents ne sont pas en reste et ont fait l'objet d'études, sous un versant lié aux classes sociales : Pierre Mercklé et Sylvie Octobre ont étudié dans leur article paru en 2012 : la stratification sociale des pratiques numériques des adolescents les pratiques numériques des adolescents sur un échantillon d'individus entrés dans l'adolescence dans les années 2000. Il est apparu dans cette enquête que les enfants du numérique constituaient une petite partie de la population adolescente étudiée et que les immigrants du numérique constituent le reste de la cohorte, cette différenciation étant liée à des pratiques perpétuées par les parents selon leur milieu social. De plus, la « démocratisation » attendue de cette génération ne se fait que sur certains points précis, des critères tels que l'âge, la classe sociale des parents ou bien le sexe constituant des différences importantes. Il ne s'agit toutefois pas d'une étude sur l'existence ou non d'une réalité effective du concept d'enfant du numérique au sens chronologique ; seule une toute petite partie du livre utilise ce concept, sans le définir précisément, ce qui semble impossible. Cet exemple tend à démontrer la nature de « mot-valise », si ce n'est de mythe, des concepts « d'enfant du numérique » et « d'immigrant du numérique ».

### Débats et controverses

#### Enfants du numérique et les autres générations
Tout le monde ne s'accorde pas avec la terminologie et les hypothèses sous-jacentes de l’enfant du numérique, en particulier en ce qui a trait à la notion de leur différenciation. Il existe de nombreux arguments raisonnables contre cette différenciation. Les enfants et les jeunes adultes posséderaient une fluidité avec la technologie alors que les personnes plus âgées auraient une certaine maladresse face au numérique. Il ignore totalement le fait que l'univers numérique a été conçu et créé par les immigrants du numérique. Enfin, dans sa thèse, le concept d’enfant du numérique met en avant les utilisateurs des technologies comme ayant un statut spécial en ce qui a trait à la technologie parce qu'ils l'utilisent ; ceci passe sous silence les différences importantes entre les utilisateurs des technologies et leurs créateurs.
Fondamentalement, il y a débat pour savoir si les affirmations sur les enfants du numérique, et leurs implications pour l'éducation, sont assez crédibles. Un article du British Journal of Education Technology, par exemple, fait un examen critique des éléments de cette recherche et décrivent certains des enfants du numérique comme une forme académique de panique morale.
Il convient de noter que, malgré leurs existences très tôt reliées à ces outils électroniques et informatiques, les enfants du numérique ne sont pas forcément plus doués dans ce domaine que des personnes de générations antérieures. Ils sont même qualifiés par certains de « naïfs numériques » (en anglais : « digital naives »), critiquant l'usage intuitif qui n'est pas toujours le plus informé et efficient.

#### Différenciation au sein même des enfants du numérique
Sylvie Octobre explique que les enfants du numérique ne forment pas un groupe homogène mais qu'au contraire il y a des « lignes de fracture intra-générationnelles ». En effet, « enfant du numérique » n'est pas une étiquette que l'on peut coller sans nuances sur les jeunes générations, le terme doit être considéré comme une sorte de « terreau commun ». Il ne faut pas oublier qu'il persiste plus que jamais des différences socio-culturelles et des différences genrées. Ainsi, les enfants d'ouvriers n'auront pas les mêmes pratiques informationnelles et la même attitude face aux médias que les enfants des cadres. De plus, les filles n'ont pas tout à fait les mêmes pratiques culturelles que les garçons. Elles lisent davantage que les garçons. Au contraire, les jeux vidéo, s'ils étaient présentés au départ comme mixtes, sont davantage tournés vers les garçons. Les enfants du numérique ont donc des pratiques culturelles différenciées. Il ne faudrait pas non plus partir du présupposé que les enfants du numérique ne fréquentent plus les lieux culturels et n'utilisent plus qu'internet comme support culturel. Au contraire, on note que 83 % des 10-14 ans regardent la télévision et la considèrent comme le principal média d'information. 71 % des 10-14 ans ont fréquenté les cinémas dans les douze derniers mois et 70 % des 15-19 ans ont fréquenté des lieux de patrimoine et/ou des lieux de spectacle.

#### Institutions de transmission culturelles: nécessité de s’adapter aux enfants du numérique
Sylvie Octobre met l’accent sur le fait que les institutions de transmission (école, équipements culturels) doivent refonder leurs objectifs et leur système de médiation pour les adapter aux enfants du numérique. Du côté de l’école, l’essor du numérique va donner lieu à de nouveaux modes d’accès au savoir (outils collaboratifs de type Wiki, moteurs de recherche, etc.) qui viennent rapidement concurrencer les modes de transmission scolaires traditionnels. Ces modes de transmission linéaires s’avèrent d’ailleurs être de plus en plus insuffisants face à des attentes et des compétences en perpétuelle évolution, de la part des enfants du numérique. Du côté des institutions culturelles (musées, médiathèques, etc.), l’efficience de la transmission dépend de la relation qu’elles entretiennent avec le champ scolaire. En effet, selon Sylvie Octobre, la « pédagogisation » des activités culturelles freinerait la construction durable d’un goût pour ces dernières.

#### Remise en question des natifs numériques?
Dans Le Guide des Egarés, Olivier Le Deuff affirme que l'expression « digital natives » est une hérésie. Pour Le Deuff, « les naïfs du numérique sont bien plus nombreux que les natifs du numérique ». En effet, la plupart des enfants du numérique n'ont pas vraiment conscience des mécanismes et des enjeux qui sous-tendent le numérique. Ils font le plus souvent du bricolage face au web lorsqu'ils font, par exemple, une recherche d'information. Ils ne comprennent pas les enjeux et n'ont pas un substrat théorique leur permettant de non seulement maîtriser le numérique et plus généralement l'information, mais n'ont pas non plus les connaissances qui leur permettent de réfléchir face aux nouvelles technologies. Les enfants du numérique se trouvent être un mythe, le numérique ne serait pas inné et demanderait une formation. Par ailleurs, cette formation devrait leur permettre de maîtriser l'information, de pouvoir se servir correctement des outils numériques mais également d'avoir une connaissance plus large de ces outils (les logiques de Google, la recherche sur le web visible et le web profond…) et d'acquérir un esprit critique et une réflexivité sur leurs propres pratiques. Ainsi, ils réussiraient à acquérir une « culture de l'information », qui serait constituée de quatre strates :
1. la maîtrise pratique de l'information ;
2. la maîtrise intellectuelle de l'information ;
3. la réflexion critique ;
4. l'auto-réflexion critique[25]. Par ailleurs, Olivier Le Deuff explique que « nous ne vivons pas dans une culture de l'information mais plutôt dans un environnement de données diverses qui ne se transforment pas en connaissances nécessairement et qui sont autant déformantes que formantes »[24].

Ces propos se basent sur des observations et des avis personnels, et non sur des études et/ou des méta-analyses.